# Мукачево
Мукачево (укр. Мукачево, рсн. Мукачово, мађ. Munkács / Мункач) је град у Украјини, у Закарпатској области. Према процени из 2012. године, у граду је живело 84.630 становника.

## Историја
Током средњег века, за време угарске власти, Мукачево се развило у најзначајнији град на подручју жупаније Берег, која је обухватала област око горњег тока реке Тисе у подножју Карпата. Иако се налазила под угарском влашћу, мукачевска област је највећим делом била настањена источнословенским становништвом (преци данашњих Русина).
За време владавине угарског краља Жигмунда (1387-1437), град је око 1424. године дат у посед српском деспоту Стефану Лазаревићу. Након деспотове смрти, мукачевски поседи су прешли у власништво његовог наследника Ђурђа Бранковића. Према споразуму из 1444. године, деспот Ђурађ је Мукачево предао у залог угарском војводи Јаношу Хуњадију.
Недуго по окончању Првог светског рата (1914-1918), Мукачево је у пролеће 1919. године запосела чехословачка војска, а званично прикључење Чехословачкој извршено је по слову Сенжерменског мировног споразума (1919), што је потом потврђено и Тријанонским мировним споразумом (1920).
На молбу православних хришћана из источних делова Чехословачке, Српска православна црква је основала Мукачевско-прешовску епархију за чијег је епископа постављен Дамаскин Грданички (1931). Након његовог преласка у другу епархију, за новог мукачевско-прешовског епископа изабран је Владимир Рајић (1938). У јесен 1938. године, након Прве бечке арбитраже, Чехословачка је била приморана да Мукачево уступи Мађарској. Град је ослобођен 1944. године, а наредне године је уступљен Совјетском Савезу и укључен у састав Совјетске Украјине. Тада је основана и Мукачевско-ужгородска епархија Руске православне цркве, са средиштем у Мукачеву.

## Становништво
Према процени, у граду је 2012. живело 84.630 становника. Мукачево као део Закрпатске области има мешовиту популацију са Мађарима, Украјинцима и Русинима.
| 1979.  | 1989.  | 2001.  | 2012.  |
| ------ | ------ | ------ | ------ |
| 71.864 | 84.521 | 82.346 | 84.630 |

## Партнерски градови
- Сента
- Матесалка
- Прешов
- Мјелец
- Харцизк
- Целдемелк